# Иробы (народ)
Иробы (геэз ኢሮብ Ероб) — народ Эфиопии, населяющий преимущественно высоты и горы северо-востока региона Тыграй. Говорят на языке Сахо. В подавляющем большинстве — христиане (Эфиопская православная церковь и Эфиопская католическая церковь). Иробы широко практикуют сельское хозяйство. Границы Иробов простираются на восток Афара, юго-восток Шумезаны и Гуломакеды, на юг Саеси Тсадаэмба. Соседи Иробов — преимущественно мусульмане, афары и христиане тиграи.
Столица Иробов — Алитена (традиционно).

## История
По легенде род Иробов начался от Зуммэ — сына Негузы Вередемерет, именно он положил начало роду, прибыв из долины Килите Аваэло на землю Иробов примерно 700 лет назад. Несмотря на свою невысокую численность Иробы играли весомую роль в региональной и национальной политике Эфиопии на протяжении долгого времени. Так например среди политиков тиграя подавляющее большинство родом из клана Иробов — Шум. На территории Эритрея когда-то правили кланы Деязмах и Субагадис например Йоханныс IV.
Во время вторжения Италии Иробские войска во главе с Аеле Шебат и Касса Шебат оказывали героическое сопротивление оккупантам на горе Асимба.
Позже, в XX веке, ироб Тесфайе Дебессайе, лидер Эфиопская народно-революционная партии, сыграл большую роль в свержении феодально-монархического режима Хайле Селассие I и борьбе против диктатуры Менгисту Хайле Мариама.
Именно земля Иробов (Ассимба и Айга) стала местом для начала революционных движений, таких например как ЭНРП. Так же здесь на Айге проходили эфиопско-эритрейские войны (1998—2000), .после чего Эфиопия освободившись освободилась от оккупации эритрейских войск?

## Культура и образ жизни
Иробы делятся на 3 основных клана — Абгади-Ар, Букнаити Ар и Хасабалла.
Абгади-Ар и Хасабалла преимущественно дохалкидоны, а клан Букнаити Ар состоит в основном из католиков.
Экономика Иробов основывается прежде всего на сельском хозяйстве, в том числе и животноводстве. Кроме того, регион Иробов славится своим превосходным мёдом. А медовый алкогольный напиток Тэж восхваляется качеством во всей Эфиопии и за её пределами.
Иробы имеют очень бикультурное общество, а также очень схожею клановую систему, сами традиции и язык с соседними народами. Так например клановая система данного региона называется Меха и широко практикуется в Эфиопии. Многие традиции Иробов, такие как свадебные церемонии, платья, танцы и еда практически одинаковы с народами тигринья.
Хотя всё и собственные традиции у Иробов, например сложная поэзия, которая называется Адар. Или особенные мужские танцы Алькафо, которые танцуют перед поединком или во время свадьбы.

## Источник
- Anthony Mockler: Haile Selassie’s War. Olive Branch Press, New York 2003, S. 66 f.